# Miguel Cabrera
Artikeln följer den spanska namnseden; faderns efternamn är Cabrera och moderns efternamn Torres.
José Miguel Cabrera Torres, född den 18 april 1983 i Maracay, är en venezuelansk professionell basebollspelare som spelar för Detroit Tigers i Major League Baseball (MLB). Cabrera är designated hitter och förstabasman.
Cabrera har tidigare spelat för Florida Marlins (2003–2007). Efter 2007 beslutade Marlins att skicka honom och Dontrelle Willis till Tigers i utbyte mot Burke Badenhop, Frankie de la Cruz, Cameron Maybin, Andrew Miller, Mike Rabelo och Dallas Trahern. Den 26 mars 2008 skrev Cabrera på ett kontrakt med Tigers som sträckte sig till 2016 och var värderat till 152,3 miljoner dollar. Den 28 mars 2014 meddelade Tigers att man hade förlängt kontraktet med honom, den här gången till och med 2023 och till ett kontraktsvärde av 248 miljoner dollar, trots att det var två år kvar av hans dåvarande kontrakt.
Cabrera har vunnit World Series en gång (2003). Individuellt har han vunnit två Most Valuable Player Awards, sju Silver Slugger Awards, en Triple Crown och två Hank Aaron Awards. Han har tagits ut till MLB:s all star-match tolv gånger, varav sista gången i egenskap av legendar som snart skulle lägga av. Han blev den 22 augusti 2021 den 28:e spelaren i MLB:s historia, och den första från Venezuela, att nå milstolpen 500 homeruns under grundserien. Den 23 april 2022 nådde han ytterligare en klassisk milstolpe i MLB när han slog sin 3 000:e hit under grundserien, som den 33:e spelaren i MLB:s historia och den första från Venezuela. Bara sex MLB-spelare (Hank Aaron, Willie Mays, Eddie Murray, Rafael Palmeiro, Albert Pujols och Alex Rodriguez) hade före honom nått både 500 homeruns och 3 000 hits. Bara några dagar senare, den 7 maj, slog han sin 600:e double under grundserien, vilket bara 17 MLB-spelare gjort tidigare. Bara han, Aaron och Pujols hade fram till dess nått 3 000 hits, 500 homeruns och 600 doubles.
Cabrera representerade Venezuela vid World Baseball Classic 2006, 2009, 2013 och 2017. 2009 tog Venezuela brons.